# Észtország a 2008. évi nyári olimpiai játékokon
Észtország a kínai Pekingben megrendezett 2008. évi nyári olimpiai játékok egyik részt vevő nemzete volt. Az országot az olimpián 13 sportágban 47 sportoló képviselte, akik összesen 2 érmet szereztek.

## Érmesek
| Érem  | Versenyző                   | Sportág  | Versenyszám         |
| ----- | --------------------------- | -------- | ------------------- |
| Arany | Gerd Kanter                 | Atlétika | Férfi diszkoszvetés |
| Ezüst | Tõnu Endrekson Jüri Jaanson | Evezés   | Férfi kétpárevezős  |

## Atlétika
Férfi
| Versenyző      | Versenyszám | Előfutam | Előfutam | Előfutam | Elődöntő | Elődöntő | Elődöntő | Döntő   | Döntő    |
| Versenyző      | Versenyszám | Idő      | Hely.    | Össz.    | Idő      | Hely.    | Össz.    | Idő     | Helyezés |
| -------------- | ----------- | -------- | -------- | -------- | -------- | -------- | -------- | ------- | -------- |
| Tiidrek Nurme  | 1500 m      | 3:38,59  | 9.       | 21.      | kiesett  | kiesett  | kiesett  | kiesett | kiesett  |
| Pavel Loskutov | Maraton     |          |          |          |          |          |          | 2:39:01 | 75.      |

| Versenyző          | Versenyszám   | Selejtező | Selejtező | Döntő    | Döntő    |
| Versenyző          | Versenyszám   | Eredmény  | Helyezés  | Eredmény | Helyezés |
| ------------------ | ------------- | --------- | --------- | -------- | -------- |
| Taavi Peetre       | Súlylökés     | 19,57 m   | 26.       | kiesett  | kiesett  |
| Gerd Kanter        | Diszkoszvetés | 64,66 m   | 5.        | 68,82 m  |          |
| Aleksander Tammert | Diszkoszvetés | 63,10 m   | 10.       | 61,38 m  | 12.      |
| Märt Israel        | Diszkoszvetés | 61,98 m   | 14.       | kiesett  | kiesett  |
| Mihkel Kukk        | Gerelyhajítás | 75,56 m   | 21.       | kiesett  | kiesett  |

| Versenyző     | Versenyszám | 100 m | 100 m | Távolugrás | Távolugrás | Súlylökés | Súlylökés | Magasugrás | Magasugrás | 400 m | 400 m | 110 m gát | 110 m gát | Diszkoszvetés | Diszkoszvetés | Rúdugrás | Rúdugrás | Gerelyhajítás | Gerelyhajítás | 1500 m  | 1500 m | Végeredmény | Végeredmény |
| Versenyző     | Versenyszám | Idő   | Pont  | Eredmény   | Pont       | Eredmény  | Pont      | Eredmény   | Pont       | Idő   | Pont  | Idő       | Pont      | Eredmény      | Pont          | Eredmény | Pont     | Eredmény      | Pont          | Idő     | Pont   | Pont        | Helyezés    |
| ------------- | ----------- | ----- | ----- | ---------- | ---------- | --------- | --------- | ---------- | ---------- | ----- | ----- | --------- | --------- | ------------- | ------------- | -------- | -------- | ------------- | ------------- | ------- | ------ | ----------- | ----------- |
| Mikk Pahapill | Tízpróba    | 11,15 | 827   | 704 cm     | 823        | 14,36 m   | 750       | 211 cm     | 906        | 50,90 | 774   | 14,51     | 910       | 49,35 m       | 857           | 480 cm   | 849      | 67,07 m       | 845           | 4:47,03 | 637    | 8178        | 11.         |
| Andres Raja   | Tízpróba    | 10,89 | 885   | 729 cm     | 883        | 14,79 m   | 777       | 196 cm     | 767        | 48,98 | 862   | 14,06     | 967       | 39,83 m       | 661           | 480 cm   | 849      | 67,16 m       | 846           | 4:49,60 | 621    | 8118        | 13.         |

Női
| Versenyző        | Versenyszám   | Selejtező | Selejtező | Döntő    | Döntő    |
| Versenyző        | Versenyszám   | Eredmény  | Helyezés  | Eredmény | Helyezés |
| ---------------- | ------------- | --------- | --------- | -------- | -------- |
| Anna Iljuštšenko | Magasugrás    | 189 cm    | 21.       | kiesett  | kiesett  |
| Ksenija Balta    | Távolugrás    | 638 cm    | 27.       | kiesett  | kiesett  |
| Kaire Leibak     | Hármasugrás   | 14.19 m   | 11.       | 14.13 m  | 10.      |
| Moonika Aava     | Gerelyhajítás | 56,94 m   | 26.       | kiesett  | kiesett  |

| Versenyző | Versenyszám | 100 m gát | 100 m gát | Magasugrás | Magasugrás | Súlylökés | Súlylökés | 200 m | 200 m | Távolugrás | Távolugrás | Gerelyhajítás | Gerelyhajítás | 800 m   | 800 m | Végeredmény | Végeredmény |
| Versenyző | Versenyszám | Idő       | Pont      | Eredmény   | Pont       | Eredmény  | Pont      | Idő   | Pont  | Eredmény   | Pont       | Eredmény      | Pont          | Idő     | Pont  | Pont        | Helyezés    |
| --------- | ----------- | --------- | --------- | ---------- | ---------- | --------- | --------- | ----- | ----- | ---------- | ---------- | ------------- | ------------- | ------- | ----- | ----------- | ----------- |
| Kaie Kand | Hétpróba    | 14,47     | 913       | 165 cm     | 795        | 12,91 m   | 721       | 25,49 | 842   | 575 cm     | 774        | 42,51 m       | 716           | 2:13,36 | 916   | 5677        | 33.         |

## Cselgáncs
Férfi
| Versenyző    | Versenyszám | Selejtező         | 32-es főtábla                  | Nyolcaddöntő                      | Negyeddöntő       | Elődöntő          | Vigaszág első kör | Vigaszág negyeddöntő | Vigaszág elődöntő | Bronz- mérkőzés   | Döntő             | Helyezés |
| Versenyző    | Versenyszám | Ellenfél Eredmény | Ellenfél Eredmény              | Ellenfél Eredmény                 | Ellenfél Eredmény | Ellenfél Eredmény | Ellenfél Eredmény | Ellenfél Eredmény    | Ellenfél Eredmény | Ellenfél Eredmény | Ellenfél Eredmény | Helyezés |
| ------------ | ----------- | ----------------- | ------------------------------ | --------------------------------- | ----------------- | ----------------- | ----------------- | -------------------- | ----------------- | ----------------- | ----------------- | -------- |
| Martin Padar | Nehézsúly   |                   | Kim Szongbom (KOR) · 1100-0000 | João Schlittler (BRA) · 0000-0010 | kiesett           | kiesett           |                   |                      |                   |                   |                   | 17.      |

## Evezés
Férfi
| Versenyző                                            | Versenyszám   | Előfutam | Előfutam | Vigaszág/ Egypárevezősnél középdöntő | Vigaszág/ Egypárevezősnél középdöntő | Elődöntő | Elődöntő | Elődöntő | Döntő | Döntő   | Döntő | Helyezés |
| Versenyző                                            | Versenyszám   | Idő      | Hely.    | Idő                                  | Hely.                                | Típus    | Idő      | Hely.    | Típus | Idő     | Hely. | Helyezés |
| ---------------------------------------------------- | ------------- | -------- | -------- | ------------------------------------ | ------------------------------------ | -------- | -------- | -------- | ----- | ------- | ----- | -------- |
| Andrei Jämsä                                         | Egypárevezős  | 7:48,24  | 4.       | 7:05,48                              | 4.                                   | C/D      | 7:16,38  | 2.       | C     | 7:19,60 | 5.    | 17.      |
| Tõnu Endrekson Jüri Jaanson                          | Kétpárevezős  | 6:27,95  | 3.       |                                      |                                      | A/B      | 6:21,11  | 2.       | A     | 6:29,05 | 2.    |          |
| Igor Kuzmin Vladimir Latin Allar Raja Kaspar Taimsoo | Négypárevezős | 5:42,22  | 4.       | 6:01,46                              | 1.                                   | A/B      | 5:54,57  | 4.       | B     | 5:48,12 | 3.    | 9.       |

## Kerékpározás

### Országúti kerékpározás
Férfi
| Versenyző     | Versenyszám   | Idő                   | Helyezés |
| ------------- | ------------- | --------------------- | -------- |
| Tanel Kangert | Mezőnyverseny | 6:36:48 (+12:59)      | 68.      |
| Rein Taaramäe | Mezőnyverseny | 6:30:49 (+7:00)       | 47.      |
| Rein Taaramäe | Időfutam      | 1:05:47,33 (+3:35,90) | 16.      |

Női
| Versenyző    | Versenyszám   | Idő             | Helyezés |
| ------------ | ------------- | --------------- | -------- |
| Grete Treier | Mezőnyverseny | 3:33:17 (+0:53) | 30.      |

### Pálya-kerékpározás
Sprintversenyek
| Versenyző      | Versenyszám         | Selejtező | Selejtező | 1. forduló           | Vigaszág               | Vigaszág | 2. forduló           | Vigaszág               | Vigaszág | 9–12. helyért          | 9–12. helyért | 5–8. helyért           | 5–8. helyért | Elődöntő             | Döntő                | Helyezés |
| Versenyző      | Versenyszám         | Idő       | Hely.     | Ellenfél Győztes idő | Ellenfelek Győztes idő | Hely.    | Ellenfél Győztes idő | Ellenfelek Győztes idő | Hely.    | Ellenfelek Győztes idő | Hely.         | Ellenfelek Győztes idő | Hely.        | Ellenfél Győztes idő | Ellenfél Győztes idő | Helyezés |
| -------------- | ------------------- | --------- | --------- | -------------------- | ---------------------- | -------- | -------------------- | ---------------------- | -------- | ---------------------- | ------------- | ---------------------- | ------------ | -------------------- | -------------------- | -------- |
| Daniel Novikov | Férfi egyéni sprint | 11,187    | 21.       | kiesett              | kiesett                | kiesett  | kiesett              | kiesett                | kiesett  | kiesett                | kiesett       | kiesett                | kiesett      | kiesett              | kiesett              | 21.      |

## Röplabda

### Strandröplabda

#### Férfi
| Versenyző                | Csoportkör | Csoportkör | 16 közé jutásért  | Nyolcaddöntő      | Negyeddöntő       | Elődöntő          | Döntő             | Helyezés |
| Versenyző                | Ellenfél Eredmény | Hely.      | Ellenfél Eredmény | Ellenfél Eredmény | Ellenfél Eredmény | Ellenfél Eredmény | Ellenfél Eredmény | Helyezés |
| ------------------------ | --- | ---------- | ----------------- | ----------------- | ----------------- | ----------------- | ----------------- | -------- |
| Kristjan Kais Rivo Vesik | A csoport · Spanyolország (ESP) · Pablo Herrera · Raúl Mesa · 18-21, 21-23 · Kína (CHN) · Hszü Lin-jin · Vu Peng-ken · 21-15, 11-21, 13-15 · Ausztria (AUT) · Florian Gosch · Alexander Horst · 16-21, 21-18, 12-15 | 4.         | kiesett           | kiesett           | kiesett           | kiesett           | kiesett           | 19.      |

## Sportlövészet
Férfi
| Versenyző     | Versenyszám | Selejtező | Selejtező | Döntő   | Döntő    |
| Versenyző     | Versenyszám | Pont      | Helyezés  | Pont    | Helyezés |
| ------------- | ----------- | --------- | --------- | ------- | -------- |
| Andrei Inešin | Skeet       | 115       | 18.       | kiesett | kiesett  |

## Tenisz
Női
| Versenyző             | Versenyszám | 64-es főtábla                    | 32-es főtábla                                                            | Nyolcaddöntő                | Negyeddöntő       | Elődöntő          | Bronz- mérkőzés   | Döntő             | Helyezés |
| Versenyző             | Versenyszám | Ellenfél Eredmény                | Ellenfél Eredmény                                                        | Ellenfél Eredmény           | Ellenfél Eredmény | Ellenfél Eredmény | Ellenfél Eredmény | Ellenfél Eredmény | Helyezés |
| --------------------- | ----------- | -------------------------------- | ------------------------------------------------------------------------ | --------------------------- | ----------------- | ----------------- | ----------------- | ----------------- | -------- |
| Maret Ani             | Egyes       | Lucie Šafářová (CZE) · 4-6, 2-6  | kiesett                                                                  | kiesett                     | kiesett           | kiesett           | kiesett           | kiesett           | 33.      |
| Kaia Kanepi           | Egyes       | Flavia Pennetta (ITA) · 6-2, 7-6 | Virginie Razzano (FRA) · 6-4, 7-5                                        | Li Na (CHN) · 6-4, 2-6, 0-6 | kiesett           | kiesett           | kiesett           | kiesett           | 9.       |
| Maret Ani Kaia Kanepi | Páros       |                                  | Fehéroroszország (BLR) · Viktorija Azaranka · Taccjana Pucsak · 2-6, 2-6 | kiesett                     | kiesett           | kiesett           | kiesett           | kiesett           | 17.      |

## Tollaslabda
| Versenyző    | Versenyszám | Selejtező                               | 32-es főtábla     | Nyolcaddöntő      | Negyeddöntő       | Elődöntő          | Bronz- mérkőzés   | Döntő             | Helyezés |
| Versenyző    | Versenyszám | Ellenfél Eredmény                       | Ellenfél Eredmény | Ellenfél Eredmény | Ellenfél Eredmény | Ellenfél Eredmény | Ellenfél Eredmény | Ellenfél Eredmény | Helyezés |
| ------------ | ----------- | --------------------------------------- | ----------------- | ----------------- | ----------------- | ----------------- | ----------------- | ----------------- | -------- |
| Raul Must    | Férfi egyes | Przemysław Wacha (POL) · 14-21, 15-21   | kiesett           | kiesett           | kiesett           | kiesett           | kiesett           | kiesett           | 33.      |
| Kati Tolmoff | Női egyes   | Chloe Magee (IRL) · 21-18, 18-21, 19-21 | kiesett           | kiesett           | kiesett           | kiesett           | kiesett           | kiesett           | 33.      |

## Torna

### Ritmikus gimnasztika
| Versenyző    | Versenyszám | Selejtező | Selejtező | Selejtező | Selejtező | Selejtező | Selejtező | Selejtező | Selejtező | Selejtező | Selejtező | Döntő   | Döntő   | Döntő   | Döntő   | Döntő    | Döntő    | Döntő   | Döntő   | Döntő    | Döntő    | Helyezés |
| Versenyző    | Versenyszám | Kötél     | Kötél     | Karika    | Karika    | Buzogány  | Buzogány  | Szalag    | Szalag    | Összesen  | Összesen  | Kötél   | Kötél   | Karika  | Karika  | Buzogány | Buzogány | Szalag  | Szalag  | Összesen | Összesen | Helyezés |
| Versenyző    | Versenyszám | Pont      | Hely.     | Pont      | Hely.     | Pont      | Hely.     | Pont      | Hely.     | Pont      | Hely.     | Pont    | Hely.   | Pont    | Hely.   | Pont     | Hely.    | Pont    | Hely.   | Pont     | Hely.    | Helyezés |
| ------------ | ----------- | --------- | --------- | --------- | --------- | --------- | --------- | --------- | --------- | --------- | --------- | ------- | ------- | ------- | ------- | -------- | -------- | ------- | ------- | -------- | -------- | -------- |
| Irina Kikkas | Egyéni      | 15,650    | 20.       | 15,225    | 21.       | 15,700    | 20.       | 16,200    | 14.       | 62,775    | 20.       | kiesett | kiesett | kiesett | kiesett | kiesett  | kiesett  | kiesett | kiesett | kiesett  | kiesett  | 20.      |

## Triatlon
| Versenyző    | Versenyszám | 1,5 km úszás | 1,5 km úszás | 40 km kerékpározás | 40 km kerékpározás | 10 km futás | 10 km futás | Összesítés | Összesítés |
| Versenyző    | Versenyszám | Idő          | Hely.        | Idő                | Hely.              | Idő         | Hely.       | Idő        | Helyezés   |
| ------------ | ----------- | ------------ | ------------ | ------------------ | ------------------ | ----------- | ----------- | ---------- | ---------- |
| Marko Albert | Férfi       | 18:09        | 9.           | 59:12              | 46.*               | 35:54       | 41.         | 1:54:13,58 | 41.        |

* - egy másik versenyzővel azonos időt ért el

## Úszás
Férfi
| Versenyző         | Versenyszám  | Előfutam | Előfutam | Előfutam | Elődöntő | Elődöntő | Elődöntő | Döntő   | Döntő    |
| Versenyző         | Versenyszám  | Idő      | Hely.    | Össz.    | Idő      | Hely.    | Össz.    | Idő     | Helyezés |
| ----------------- | ------------ | -------- | -------- | -------- | -------- | -------- | -------- | ------- | -------- |
| Miko Mälberg      | 50 m gyors   | 22,37    | 2.       | 25.      | kiesett  | kiesett  | kiesett  | kiesett | kiesett  |
| Danil Haustov     | 100 m gyors  | 50,92    | 8.       | 51.      | kiesett  | kiesett  | kiesett  | kiesett | kiesett  |
| Vladimir Sidorkin | 200 m gyors  | 1:51,27  | 2.       | 45.      | kiesett  | kiesett  | kiesett  | kiesett | kiesett  |
| Andres Olvik      | 200 m hát    | 2:03,66  | 6.       | 40.      | kiesett  | kiesett  | kiesett  | kiesett | kiesett  |
| Martti Aljand     | 100 m mell   | 1:02,46  | 5.       | 45.      | kiesett  | kiesett  | kiesett  | kiesett | kiesett  |
| Martti Aljand     | 200 m mell   | 2:16,52  | 5.       | 46.      | kiesett  | kiesett  | kiesett  | kiesett | kiesett  |
| Martin Liivamägi  | 200 m vegyes | 2:03,56  | 8.       | 35.      | kiesett  | kiesett  | kiesett  | kiesett | kiesett  |

Női
| Versenyző       | Versenyszám    | Előfutam | Előfutam | Előfutam | Elődöntő | Elődöntő | Elődöntő | Döntő   | Döntő    |
| Versenyző       | Versenyszám    | Idő      | Hely.    | Össz.    | Idő      | Hely.    | Össz.    | Idő     | Helyezés |
| --------------- | -------------- | -------- | -------- | -------- | -------- | -------- | -------- | ------- | -------- |
| Triin Aljand    | 50 m gyors     | 25,29    | 1.       | 21.      | kiesett  | kiesett  | kiesett  | kiesett | kiesett  |
| Triin Aljand    | 100 m gyors    | 56,10    | 6.       | 33.      | kiesett  | kiesett  | kiesett  | kiesett | kiesett  |
| Triin Aljand    | 100 m pillangó | 59,43    | 1.       | 32.*     | kiesett  | kiesett  | kiesett  | kiesett | kiesett  |
| Elina Partõka   | 200 m gyors    | 2:00,64  | 1.       | 28.*     | kiesett  | kiesett  | kiesett  | kiesett | kiesett  |
| Anna-Liisa Põld | 400 m vegyes   | 4:58,21  | 4.       | 35.      |          |          |          | kiesett | kiesett  |

* - egy másik versenyzővel azonos időt ért el

## Vitorlázás
Férfi
| Versenyző     | Versenyszám     | Futam | Futam | Futam | Futam | Futam | Futam | Futam | Futam | Futam | Futam | Futam | Pontszám | Helyezés |
| Versenyző     | Versenyszám     | 1     | 2     | 3     | 4     | 5     | 6     | 7     | 8     | 9     | 10    | É     | Pontszám | Helyezés |
| ------------- | --------------- | ----- | ----- | ----- | ----- | ----- | ----- | ----- | ----- | ----- | ----- | ----- | -------- | -------- |
| Johannes Ahun | Szörfvitorlázás | 34    | 34    | 32    | 34    | 31    | 30    | 29    | 25    | 30    | 28    | -     | 273      | 33.      |
| Deniss Karpak | Laser           | 16    | 20    | 41    | 37    | 38    | 2     | 4     | 35    | 14    |       | -     | 166      | 24.      |

É - éremfutam

## Vívás
Férfi
| Versenyző          | Versenyszám       | Selejtező                | 32-es főtábla                | Nyolcaddöntő      | Negyeddöntő       | Elődöntő          | Bronz- mérkőzés   | Döntő             | Helyezés |
| Versenyző          | Versenyszám       | Ellenfél Eredmény        | Ellenfél Eredmény            | Ellenfél Eredmény | Ellenfél Eredmény | Ellenfél Eredmény | Ellenfél Eredmény | Ellenfél Eredmény | Helyezés |
| ------------------ | ----------------- | ------------------------ | ---------------------------- | ----------------- | ----------------- | ----------------- | ----------------- | ----------------- | -------- |
| Nikolai Novosjolov | Párbajtőr, egyéni | Ahmed Nabíl (EGY) · 15-8 | Jérôme Jeannet (FRA) · 15-14 | kiesett           | kiesett           | kiesett           | kiesett           | kiesett           | 30.      |